# Sofia Richie
Sofia Alexandra Richie Grainge, tidigare enbart Richie, född 24 augusti 1998 i Los Angeles i Kalifornien, är en amerikansk social mediepersonlighet och fotomodell, som bland annat har agerat modell åt företagen Tommy Hilfiger, Michael Kors, och Adidas.

## Uppväxt
Sofia Richie föddes i Los Angeles, den 24 augusti 1998, till musikern Lionel Richie, och hans andra hustru Diane Alexander. Hon är det yngsta barnet i fadern Lionels barnskara, som utöver henne även består av systern Nicole, och brodern Miles Richie. Sofia Richies gudfar var sångaren Michael Jackson, och hon har även berättat vid ett tillfälle, att ett av hennes favoritminnen som barn, var när hon besökte hans egendom Neverland Ranch, samtidigt som hon blev nära vän med hans dotter Paris Jackson.
Richie växte upp med en stark koppling till musiken, precis som sin far. Hon lärde sig sjunga när hon var fem år, samt spela piano, när hon var sju år. Hon skulle senare komma att göra några enstaka framträdanden, under fadern Lionels shower, samt ta sånglektioner från sångcoachen Tim Carter, när hon var fjorton år gammal. Hon arbetade även i studion tillsammans med sin svåger, Joel Madden, känd som huvudsångare i rockbandet Good Charlotte. Hon bestämde sig dock sedan för att inte fortsätta arbeta inom musiken, på grund av att hon kände en viss press, till att leva upp till sin fars ställningar inom musikbranschen. Hon gjorde även ett flertal framträdanden, i systern Nicoles realityserie Candidly Nicole, under år 2014.
Richie gick under en tid på Oaks Christian School (även kallad "Celebrity High"), belägen i Westlake Village hemma i Los Angeles, tills det att hon fick hemundervisning, i och med att fadern Lionel var ute på olika musikturnéer. Hon spelade även fotboll, fram tills hon var sexton år gammal, då hon bröt sin ena höft i en Segway-olycka.

## Karriär

### Modellerande
Richie började arbeta som modell när hon var fjorton år gammal, genom att vara med i ett inslag av Teen Vogue. Hon fick sedan vid femton års ålder ett modekontrakt, med det Los Angeles-baserade badklädesföretaget Mary Grace Swim. Året efter, det vill säga år 2014, blev Richie även signad för den Londonbaserade modellagenturen Select Model Management. Samma år syntes hon även i tidningarna Who What Wear och NationAlist Magazine, samt deltog i Teen Vogue och Olays onlinekampanj "Fresh to School". I början av 2015 syntes hon även i tidningarna Elle Girl, Nylon, Dazed, Fault, Unleash'd, och Love Culture.
I februari 2016 deltog Richie i American Heart Associations modevisning Go Red For Women Red Dress Collection, detta under New York Fashion Week. Richie har sedan dess deltagit i modevisningar för Chanel, Jeremy Scott, Philipp Plein, Kanye Wests Yeezy-kollektion, Samantha Thavasa, och Dolce & Gabbana. Hon har också medverkat i ett antal reklamkampanjer, för bland annat DL1961, Madonnas Material Girl-kollektion, Jacquie Aiche, Adidas, Michael Kors, PrettyLittleThing, och Tommy Hilfiger, samt synts till i tidningarna Tings, Elle, Seventeen, och Vanity Fair.

### Modedesign
Richie valde att slå sig ihop med Frankie's Bikinis, för att då lansera en kollektion med färgglada badkläder, som släpptes av Francesca Aiello, den 8 juli 2019. Hon designade sedan en klädkollektion för den brittiska klädåterförsäljaren Missguided, vid namn "Sofia Richie x Missguided", som släpptes den 17 september samma år.
I mars 2020 meddelade Richie, att hon hade planer på att lansera en ny kollektion med badkläder, senare under samma år. I maj 2021 slog hon även sig ihop med systern Nicole och hennes livsstilsmärke House of Harlow 1960, för att sedan lansera klädkollektionen Sofia Richie x House of Harlow 1960.

### Sociala medier
Richie stödjer produkter av bland annat skönhet och välbefinnande, på sitt konto på Instagram. Bland de märken som hon har samarbetat med, märks Darya Hope, Lulus, Suspicious Antwerp, Nip + Fab, Coca-Cola Zero Sugar, Cotton On, och Cheetos.

## Privatliv
Richie var från augusti till december 2016 i ett förhållande med sångaren Justin Bieber. Hon hade därefter ett av-och-på-förhållande, tillsammans med mediepersonligheten, tillika Kourtney Kardashians expartner, Scott Disick, mellan åren 2017 och 2020.
I april 2021 meddelade Richie, att hon var i ett förhållande, tillsammans med den brittiske musikchefen Elliot Grainge. Den 20 april 2022 meddelade hon även via sin Instagram, att hon och Grainge hade förlovat sig. Paret gifte sig sedan i den södra delen av Frankrike, den 22 april 2023, strax efter att Richie hade konverterat till judendomen.
I januari 2024 meddelade Richie, att hon och Grainge väntar sitt första gemensamma barn, en liten flicka, tillsammans.

## Filmografi (i urval)

### TV
- 2014 – Candidly Nicole (TV-serie)
- 2019 – Familjen Kardashian (TV-serie)

### Film
- 2018 – Ocean's 8 (cameo)